# La Cellera de Ter
La Cellera de Ter è un comune spagnolo di 2 064 abitanti situato nella comunità autonoma della Catalogna.